# Pharo

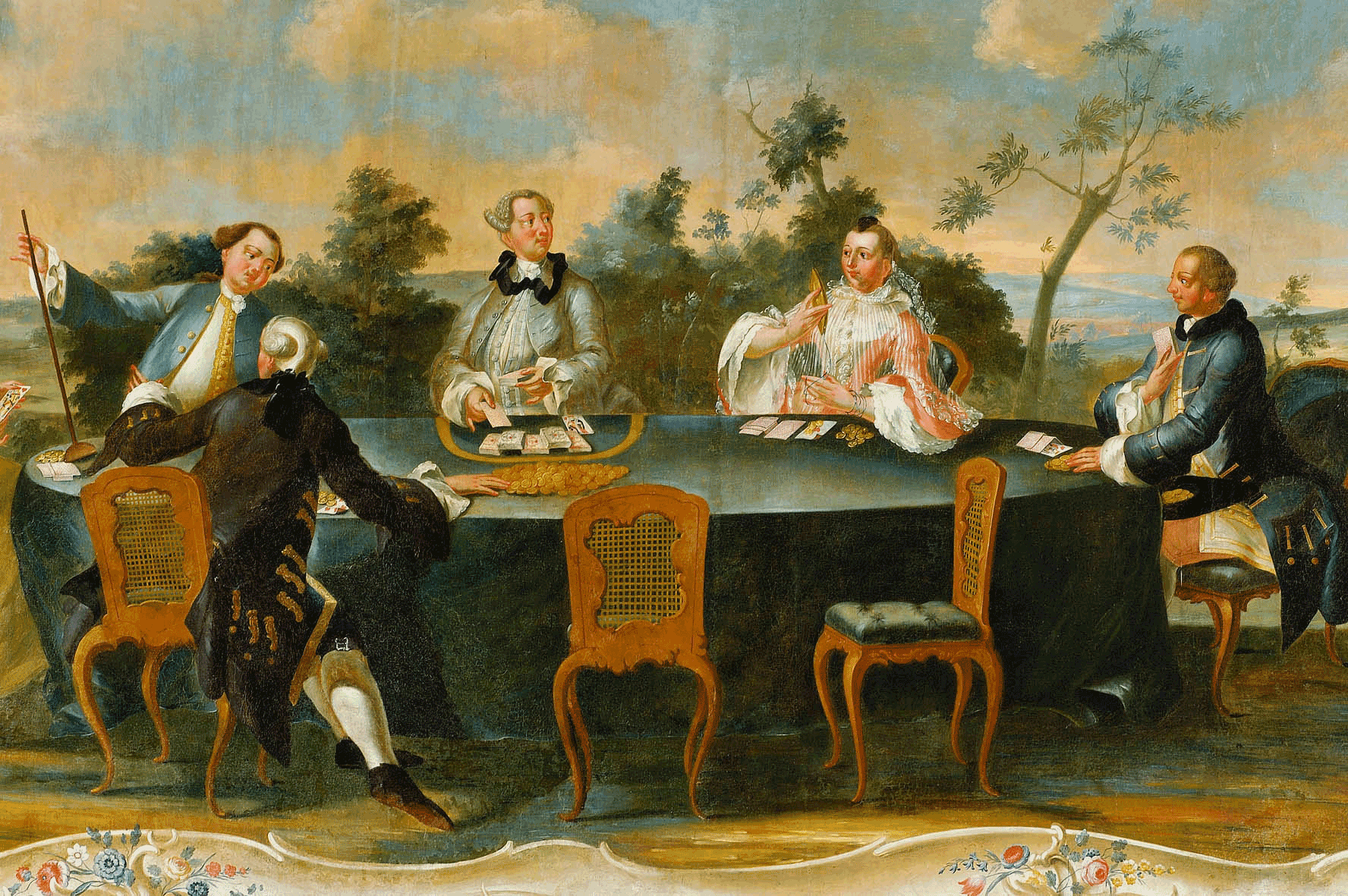
Eine Partie Pharo, Johann Baptist Raunacher (1729–1771), Schloss Eggenberg in Graz. Auf diesem Bild ist zu sehen, dass die Spielerin (2.v.r.) eine Ecke des von ihr besetzten Asses hochgebogen hat: damit zeigt sie an, dass sie dem Bankhalter Paroli bietet.

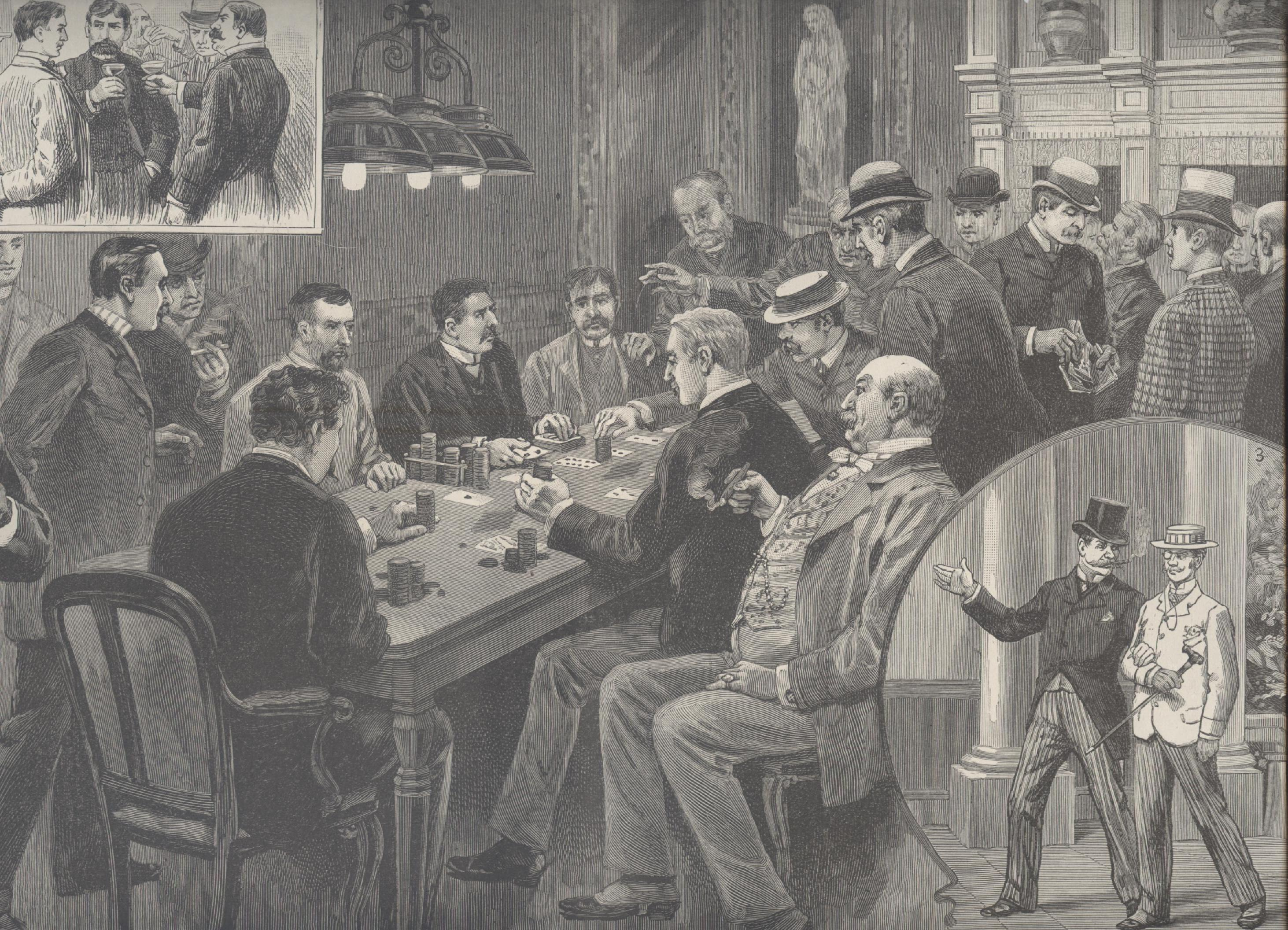
Faro-Partie, New Jersey um 1889

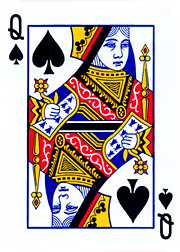
In Tschaikowskis Oper Pique Dame spielt das Pharo eine bedeutende Rolle.

Pharo, Pharao, französisch Pharaon, in den USA und Kanada Faro (siehe hier) oder Faro Bank ist ein Glücksspiel mit französischen Karten.

## Geschichte
Ein dem Pharo ähnliches Spiel ist Landsknecht, welches zur Zeit des Dreißigjährigen Krieges aufkam und wohl als Vorläufer anzusehen ist, ebenso die Spiele Tempeln und das spätere Bassette. Dieses ist bereits (nahezu) identisch mit dem Pharo, Bassette soll in Venedig erfunden und von Justiniani, dem Gesandten der Serenissima in Paris, in der zweiten Hälfte des 17. Jahrhunderts in Frankreich eingeführt worden sein. Im 18. und 19. Jahrhundert war Pharo eines der am weitesten verbreiteten Kartenspiele in Europa.
Daniel Bernoulli und Leonhard Euler verfassten mathematische Arbeiten über das Pharospiel. Pharo wird auch vielfach literarisch erwähnt, z. B. in den Memoiren Giacomo Casanovas, im Roman Die Elixiere des Teufels und der Novelle Spieler-Glück von E. T. A. Hoffmann, in Michail Lermontows Drama Maskerade oder William Makepeace Thackerays Die Memoiren des Junkers Barry Lyndon – im Film Barry Lyndon von Stanley Kubrick ist eine Gesellschaft beim Pharo-Spiel zu sehen –, ebenso in Lion Feuchtwangers Jud Süß.
Die Spielszenen in den Opern Les Contes d'Hoffmann von Jacques Offenbach, Manon von Jules Massenet und Pique Dame von Pjotr Iljitsch Tschaikowski nach Alexander Puschkins gleichnamiger Erzählung zeigen Personen beim Pharo – in diesen Opern wird Pharo jeweils explizit namentlich erwähnt, bei dem Spiel in Giuseppe Verdis La traviata dürfte es sich um eine Pharo-Variante handeln.
Pharo wurde vermutlich Ende des 18. Jahrhunderts von französischen Emigranten in die Neue Welt eingeführt, der französische Name Pharaon wurde dabei zu Faro verkürzt. Im 19. Jahrhundert war Faro das beliebteste Glücksspiel im Wilden Westen, bevor es von Poker verdrängt wurde – in Giacomo Puccinis Oper La fanciulla del West vertreiben sich die Goldgräber ihre Zeit bei Faro und Poker. Die Stadt Faro in Yukon im Nordwesten Kanadas trägt ihren Namen nach dem Kartenspiel.
Die Faro-Banken waren durch ein Schild mit dem Bild eines Tigers gekennzeichnet; daran erinnert der Ausdruck “bucking a tiger” (dt. einen Tiger mit Geld füttern) für Geldverschwenden.
Auch wenn Pharo selbst heute kaum mehr bekannt ist, so lebt dieses Spiel in vielen Begriffen und Redewendungen fort, z. B. Paroli bieten, Va banque spielen etc.

## Etymologie
Historiker vermuten, dass der Name „Pharao“ von einer Spielkarte mit der Darstellung eines Pharaos abgeleitet ist, die in französischen Kartensätzen des 17. Jahrhunderts vorkam. Diese Karte galt als besonders glücksbringend, was dazu führte, dass Spieler häufig auf sie setzten. Ob diese Erklärung zutrifft, lässt sich heute nicht mehr mit Sicherheit feststellen.

## Das Spiel

### Die Grundregeln
Pharo wird mit zwei Paketen französischer Spielkarten zu 52 Blatt gespielt. Die beiden spielenden Parteien sind einerseits der Bankier, andererseits bis zu vier Pointeure, welche gegen den Ersteren spielen.
Jeder Pointeur erhält vom Bankier ein Buch (Livret), also die 13 Karten einer Farbe, z. B. ♥ A, ♥ 2,…, ♥ K, als Einsatzschema.
Vor Beginn der Partie legt der Bankhalter seine Kasse (Bank) vor sich auf den Tisch und bestimmt den Mindesteinsatz, den Point. Um zu setzen, legt der Pointeur seinen Einsatz auf die entsprechende Karte seines Buchs. Möchte ein Pointeur einen Einsatz in Höhe des in der Bank befindlichen Betrages riskieren, so annonciert er das mit den Worten „Va banque!“ oder „Va tout!“.
Der Bankier nimmt nun das zweite Kartenpaket, den Talon, mischt, lässt einen der Pointeure abheben und teilt den Spielern mit, welche Karte die letzte ist (en bas, en face liegt). Nachdem die Pointeure nach Belieben auf eine oder mehrere ihrer Karten gesetzt haben, zieht der Bankier nacheinander je zwei Blätter vom Kartenpaket ab (Abzug, Coup) und legt sie nebeneinander offen vor sich auf den Tisch.
Die erste Karte eines jeden Paares gilt für den Bankier, die zweite für die Pointeure, d. h. der Bankier gewinnt alle Einsätze der Spieler auf jenen Karten, die dem Range nach ohne Rücksicht auf die Farbe mit der zuerst gezogenen Karte übereinstimmen; die Pointeure erhalten einen Gewinn in der Höhe ihres Einsatzes (d. h., sie gewinnen im Verhältnis 1:1), wenn sie die zweite Karte eines Abzugs besetzt haben. Die Einsätze auf den übrigen Werten bleiben unverändert – sie dürfen allenfalls erhöht, aber keinesfalls verringert werden.
Fällt eine Karte plié, d. h. werden in einem Coup zwei gleichrangige Karten (Doublet) gezogen, so erhält der Bankhalter die Hälfte der Einsätze auf dieser Karte. Darüber hinaus erhält der Bankhalter die Einsätze, die auf die erste Karte des letzten Abzugs, d. h. auf die 51. Karte entfallen, während die letzte Karte niemals gewinnt – sie wurde ja vor Beginn der Partie vorgezeigt.
Das Abziehen aller 52 Karten durch 26 Coups heißt Taille.
Eine Karte, die mehrmals hintereinander bzw. im Laufe eines Abends besonders häufig gewinnt, wird Carte favorite genannt, so in Die Elixiere des Teufels von E.T.A Hoffmann.

### Weitere Regeln

#### Lappé
Lappé (möglicherweise von laper: frz. lecken), La paix (frz.: der Friede) oder kurz Paix: Hat ein Spieler gewonnen und will er erneut auf dieselbe Karte setzen, so kann er auf die Auszahlung seines Gewinnes vorläufig verzichten und Lappé spielen. Gewinnt er, so erhält er als Gewinn das Doppelte des ursprünglichen Satzes; verliert er, so erhält er den ursprünglichen Satz zurück (Double ou quitte).
Hat das Lappé gewonnen, so kann der Spieler erneut seinen Gewinn riskieren und das Lappé wiederholen (Double lappé): Gewinnt er erneut, so erhält er als Gewinn nun bereits das Vierfache des ursprünglichen Satzes; verliert er, so erhält er den ursprünglichen Einsatz zurück.

#### Paroli
Hat ein Pointeur mit einer Karte gewonnen, so kann er Paroli spielen, d. h. auf das Inkasso des Gewinns vorläufig verzichten und diesen zusammen mit dem ursprünglichen Satz erneut aufs Spiel setzen – dies zeigt der Spieler dadurch an, dass er eine Ecke der Karte aufwärtsbiegt.
Gewinnt das Paroli, so erhält der Spieler von der Bank das Dreifache des ursprünglichen Satzes.
Davon leitet sich die Redensart „jemandem Paroli bieten“ oder – heute seltener gebraucht – „jemandem ein Paroli biegen“ ab, was so viel bedeutet wie „jemandem Widerstand entgegensetzen“ bzw. „jemandes Pläne durch unvermutete Maßnahmen zu vereiteln versuchen“.
(Quelle: Meyers Konversationslexikon von 1908)

#### Mehrfache Paroli

##### Sept et le va
Hat das Paroli gewonnen, so kann der Pointeur mit der Ansage „Sept et le va!“ erneut Paroli bieten. Gewinnt er wieder, so erhält er das Siebenfache seines ursprünglichen Satzes.

##### Quinze et le va
Gewinnt der Spieler das Sept et le va, so kann er mit der Ansage „Quinze et le va!“ nochmals Paroli spielen und erhält nun, falls er gewinnt, das Fünfzehnfache des ursprünglichen Satzes.

## Bankvorteil
Nehmen wir an, dass ein Spieler – unabhängig davon, welcher Wert en face liegt – zu Beginn einer Taille auf eine bestimmte Karte, etwa auf den König, setzt – und den Einsatz so lange unverändert spielen lässt, bis diese Karte zum ersten Mal erscheint (und sich sodann bis zum Ende der Taille nicht mehr weiter durch Einsätze am Spiel beteiligt).
Bei dieser Spielweise
- gewinnt der Spieler mit Wahrscheinlichkeit 48,02 % eine Einheit,
- verliert der Spieler mit Wahrscheinlichkeit 48,02 % eine Einheit,
- verliert der Spieler mit Wahrscheinlichkeit 3,96 % eine halbe Einheit.

D. h., der Bankvorteil beträgt gerade 1,98 %.
Diesen Wert gibt auch Leonhard Euler an; dieser Wert ist freilich nur als Richtwert zu verstehen: Der Bankvorteil ändert sich nach jedem einzelnen Abzug in Abhängigkeit davon, wie viele Karten des besetzten Wertes und wie viele Karten insgesamt noch in den verdeckten Karten des Stapels vorhanden sind.
Zum Vergleich: Bei den mehrfachen Chancen des (europäischen) Roulette beträgt der Bankvorteil 2,7 %, bei den einfachen Chancen 1,35 %.

## Varianten

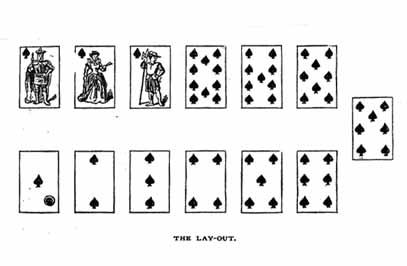
Tableau eines Faro-Tisches aus "The Merry Gamester: A Practical Guide to the most popular card, dice and board games of the English speaking world, from ancient times to 1900, 1903

Nehmen an einer Pharopartie fünf Spieler, also ein Bankier und vier Pointeure teil, so verwendet man zwei Pakete zu 52 Blatt, und jeder Pointeur erhält wie oben beschrieben ein eigenes Buch. Nehmen mehr als vier Pointeure teil, so legt der Bankier von einem Paket die dreizehn Pique-Karten als Tableau (engl. Layout) auf und verfährt mit einem 52er-Paket wie gewohnt.
In dieser letzteren Form wurde das Spiel vor allem im Wilden Westen populär, das amerikanische Faro unterscheidet sich vom europäischen Pharo jedoch in der Art der Abwicklung und durch zusätzliche Wettmöglichkeiten (siehe Artikel Faro).
Jewish Faro oder Stuss wird wie Pharo bzw. Faro mit 52 Blatt gespielt, bei einem Split (d. i. die englische Bezeichnung für Carte plié) gewinnt der Bankhalter aber den vollen Einsatz und nicht bloß die Hälfte. Der Bankvorteil beträgt daher 3,96 %.
Die in Wien als Stoß, Meine Tante, deine Tante oder Naschi Waschi bekannte Variante wird mit nur 32 Karten gespielt, und die Bank zieht im Falle einer Carte plié den vollen Einsatz ein. Bei dieser eher räuberischen Spielart gilt unter der Annahme der oben angeführten Spielweise:
- Der Spieler gewinnt mit Wahrscheinlichkeit 46,72 % eine Einheit.
- Der Spieler verliert mit Wahrscheinlichkeit 53,28 % eine Einheit.

D. h., der Bankvorteil beträgt hier sogar 6,56 %.